# Renée Abel
Pour les articles homonymes, voir Abel (homonymie).
Renée Abel, née le 10 octobre 1907 à Paris et morte dans la même ville le 28 juillet 1980, est une modiste et résistante française. Elle a hébergé et sauvé six Juifs dans son petit appartement parisien pendant la Seconde Guerre mondiale. Elle est reconnue Juste parmi les nations par l'institut Yad Vashem le 24 novembre 2014, à titre posthume.

## Biographie
Renée Lafleur est née le 10 octobre 1907. Elle est modiste à Paris, rue Maillard, dans le 11e arrondissement.
Elle noue une « relation romantique » avec Maurice Abel. Pendant la Seconde Guerre mondiale, à l'été 1942, les six membres des familles Abel et Bekergoun sont avertis qu'ils sont menacés d'arrestation, ils se réfugient alors dans le petit appartement de deux pièces de Renée Lafleur, qui n'hésite pas à les accueillir tous les six malgré les risques et son peu de ressources.
Renée Lafleur accueille ainsi Ita Bekergoun et ses deux enfants, Robert et Monique, bientôt rejoints par Jacques, Pauline et Maurice Abel,. Elle s'occupe de pourvoir à leurs besoins, et falsifie les relevés de compteur d'électricité pour ne pas trahir la présence d'un grand nombre de personnes chez elle. 
Elle est en contact avec Abraham Bekergoun, le mari d'Ita, et peut échanger des nouvelles avec lui, jusqu'à ce qu'il soit arrêté en tentant de franchir la ligne de démarcation. Il est déporté à Auschwitz, où il meurt.
Elle continue à s'occuper activement des familles Bekergoun et Abel, et procure à Robert Bekergoun une fausse carte d'alimentation, ce qui facilite l'approvisionnement. Elle paie aussi à Robert les leçons d'un professeur particulier, lui permettant ainsi de n'avoir pas de retard scolaire. Elle veille également à la santé de tous. C'est grâce à elle que la famille a survécu à la guerre.
Après la Libération, Renée épouse Maurice Abel et devient officiellement Renée Abel.
Renée Abel meurt à Paris dans le 14e arrondissement le 28 juillet 1980. Elle est reconnue Juste parmi les nations à titre posthume le 24 novembre 2014. La cérémonie de reconnaissance officielle a lieu à Paris, au Mémorial de la Shoah, le 4 janvier 2016.